# きらり (人工衛星)
きらり（光衛星間通信実験衛星、OICETS：Optical Inter-orbit Communications Engineering Test Satellite、オイセッツ）は、レーザー光による衛星間通信の実験を目的としたJAXA（宇宙航空研究開発機構）の技術試験衛星。
2005年（平成17年）8月に打ち上げられ、同年12月9日にESAの静止衛星ARTEMISと世界初の衛星軌道上での双方向光通信に成功した。開発・製造はNEC東芝スペースシステムが担当した。プロジェクト資金は衛星開発が135億円、地上設備・運用が32億円。

## 概要
きらりが実証を目指す宇宙空間での光通信の利点には、電波に比べてレーザー光が非常に狭い角度のビームであることから、他の通信との干渉の可能性が少なく、第三者に傍受されにくく、大容量・高品質のデータを送受信でき、装置は小型・軽量・低電力が期待できる点が挙げられ、宇宙空間では光が大気揺らぎの影響を受けないという特徴がある。
しかし、静止軌道 - 低軌道の衛星間距離は最大で4万km以上あるためレーザー光の往復に約0.3秒かかり、低軌道衛星は約100分で地球を周回するため相対移動速度は秒速7kmあり、通信技術の実用化には相互の高精度な追尾や、一定年数の宇宙空間での使用できる光学系部品・半導体の耐久性が求められるなど、高度な技術の獲得が必要であった。きらりは実験衛星としてそれらの通信技術の実証と各種データの収集を目的として開発・運用された。

## 打ち上げまでの経緯
光衛星間通信機器は1985年度、JAXAの前身であるNASDA（宇宙開発事業団）で調査検討が開始され、研究試作を経て、1993年度にESAとの軌道上実験を前提としてOICETSの技術調整・開発に着手した。当初の予定では1997年に種子島宇宙センターからJ-Iロケット2号機で打ち上げ、軌道高度610km・傾斜角35°の円軌道に投入する計画であったが、度重なるARTEMIS側のスケジュール遅延により、計画が数度見直された。
OICETSの通信相手となるARTEMISは静止軌道への投入を目指し、2001年7月にESAのロケットアリアン5により打ち上げられたが、ロケット上段の故障により予定の静止トランスファー軌道に投入できず、本来は遠地点35,853kmとなるところ遠地点17,487kmの楕円軌道に投入された。ARTEMISの静止軌道への到達が不透明になったことで、翌8月にOICETSの打ち上げを見合わせることが決まり、機体はしばらく保管されることになった。その後、ARTEMISは自力の推進能力を駆使して2003年初頭に静止軌道へ到達することが見込まれたため（実際に2003年1月31日に到達）、OICETSを2005年度に打ち上げることが再度決定、打ち上げ手段の再検討が開始される。しかし、その時点での国内のロケットは、J-Iロケットは計画が凍結されており、H-IIAロケットも6号機の打ち上げの失敗や他の衛星のスケジュールがあり対応できず、M-VロケットやGXロケットも条件が合わなかったため、海外のロケットを検討することになった。
最終的に、2005年8月24日6時10分（日本時間）にカザフスタンのバイコヌール宇宙基地からドニエプルロケットで打ち上げられた。日本の衛星をバイコヌール宇宙基地から、あるいはドニエプルによって打ち上げるのは初で事例であり、現地での立ち入りや作業に厳しい制限があった。ロケットにはピギーバック衛星として小型技術実証衛星1号機れいめいも搭載された。

## 運用
打ち上げから1年間のミッション期間（定常段階）で計画していた実験を予定通り完了し、2006年10月16日に定常運用が終了した。期間中にミニマムサクセス・フルサクセス・エクストラサクセスを全て達成した。以降は後期利用段階に移行し、レーザーダイオードや素子類・光学系アライメント等のミッション機器、ホイールやバッテリ等のバス機器の劣化・寿命を評価したほか、光ダウンリンクの大気伝搬特性の評価や、精追尾機構の試作モジュールを地上局で評価するなどの追加実験を実施した。
2009年9月24日14時48分、衛星の停波作業を実施し、これを以てきらりの運用を終了した。運用期間は当初の1年を大幅に上回る4年以上となった。

### 光通信の実績
- 衛星打ち上げ前の2003年9月8日から16日、事前の捕捉・追尾・通信機能の検証としてスペインのテネリフェ島にあるESAの光地上局（OGS）の隣にLUCEのエンジニアリングモデル（EM）を設置し、東経21.5°の静止軌道上にあるARTEMISの搭載光通信モジュールSILEXとの通信を実施し、ESA地上局の補助を受けない単独での通信の確立、光の強度感度・補足追尾シーケンスの確認に成功した[10]。
- 2005年12月9日11:05 - 11:15（日本時間）、低軌道上のきらりと静止衛星ARTEMISとのレーザー光による双方向の光衛星間通信実験に世界で初めて成功した[11]。なお、片方向の衛星間光通信は2001年11月30日に高度832kmを周回するフランス国立宇宙研究センター（CNES）のSPOT-4から高度31,000kmのARTEMISに向けたデータの送信が世界初である[12][13]。
- 2006年3月31日、低軌道を周回する「きらり」と東京都小金井市のNICT宇宙光通信地上局（口径1.5m、波長815nm）との間での光通信実験に成功した[14]。低軌道の衛星と地上局との光通信は世界初である[15]。なお、静止軌道衛星と地上局間での光通信は1994年12月6日のきく6号とNICTの同地上局の通信が世界初である[16][17]。
- 国外の地上局との光通信では、以下の3団体と双方向光通信に成功している。
  - 2006年6月7日、ドイツ航空宇宙センター（DLR）のミュンヘン郊外オーバープファッフェンホーフェンの可搬型地上局[18]
  - 2009年5月21日、NASAのジェット推進研究所（JPL）の南カリフォルニアサンガブリエル山のOCTL施設の地上局[19]
  - 2009年7月8日、ESAのスペインテネリフェ島の地上局[20]

## 搭載機器

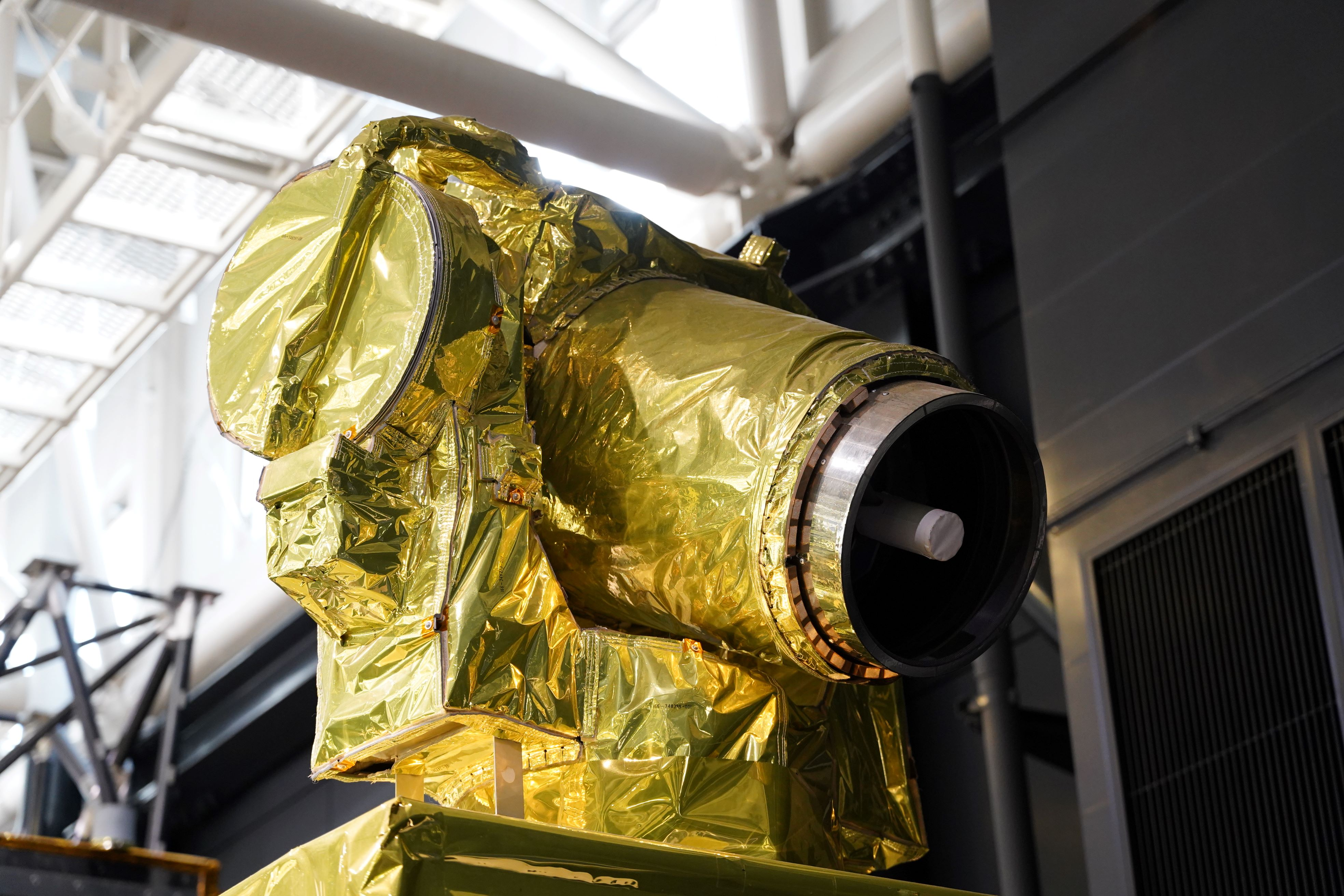
光通信機器LUCEのエンジニアリングモデル、岐阜かかみがはら航空宇宙博物館展示品

### 光通信機器 LUCE（Laser Utilizing Communications Equipment）[21][12]
- 光アンテナ
  - 倍率：20倍
  - 有効径：26cm
  - カセグレン式反射望遠鏡[22]
  - 外形寸法：直径0.4m×長さ0.8m
- 送信系
  - レーザー光源：InGaAsP-LD
  - 最大送信出力：200mW
  - 波長
    - LD1：848nm
    - LD2：847nm

  - データレート：50Mbps
- 受信系
  - 検出デバイス：Si-APD
  - 波長：819nm[23]
  - データレート：2Mbps
- 粗補足追尾機構
  - アクチュエータ：2軸ジンバル（Az/Elマウント方式）
  - 追尾精度：±0.01°
  - センサー視野：±0.2°
- 精捕捉追尾機構
  - アクチュエータ：1軸制御×2ミラー（積層圧電素子・ピエゾアクチュエータ）
  - 追尾精度：±0.92μrad（捕捉時）、±0.64μrad（追尾時）
  - センサーデバイス：Si-QD（Quadrant detector、4象限検出器）
  - センサー視野：±200μrad
- 消費電力：220W
- 質量：140kg

### 微小振動測定装置 MVE（Micro Vibration Equipment）
光通信を実現するにはμradクラスの指向精度を必要とすることから、衛星構体にかかる3軸の微小振動を測定するために半導体加速度センサによる測定装置を光アンテナ構体に設置している。運用の結果、微小振動は±0.0981m/s2程度であり通信機能に影響ないことが確認された。

### データレコーダ
- ソリッドステート方式
- 容量：約1Gbit

### Sバンド通信機器[11]
- アンテナ数：LUCEと同じ天空方向に2基、地球方向に2基
- 伝送レート：1Mbps
- 通信モード[22]
  - USB（Unified S Band）：地上局とのハウスキーピングテレメトリ・コマンドの通信
  - SSA（S band Single Access）：データ中継衛星との通信
  - HSB（High-speed S Band）：地上局へのミッションデータのダウンリンク通信

光衛星間実験通信のリアルタイムモニタ回線としてARTEMISとの通信に使用され、こだまとも通信可能である。

## 他衛星への技術応用[1]
- 衛星のリアクションホイールやパドルの駆動で生じる微小振動を地上で測定し、ミッション機器への影響を評価する技術は、月周回衛星かぐやに応用、JAXAの技術標準化された。
- 光学機器等の汚染を防ぐコンタミネーション管理技術は、JAXAの管理要求文書に取り入れられ、いぶき等に活用された。
- 高速Sバンド通信方式は標準方式としてJAXA追跡管制局に整備された。
- USB/SSA共用トランスポンダはみどりII、だいち搭載に搭載された。さらに発展させ小型化したものをしきさいに搭載予定。
- 宇宙環境でのレンズ・ミラー等光学機器の熱ひずみを抑える高精度保持方法は、だいち搭載光学センサPRISM、いぶき搭載TANSO、しきさい搭載のSGLIに活用された。

## その他

### 受賞歴
- OICETSプロジェクトチームは「平成18年度 情報通信月間 推進協議会 会長表彰 情報通信功績賞」を受賞[24]
- きらりは「2007年度 計測自動制御学会 学会賞（技術賞）」を受賞[24]
- 「第17回日本航空宇宙学会 学会技術賞」を受賞[25]

### その後の光通信技術
レーザー光による通信技術を使えば、衛星間通信機器の小型・軽量化が実現する。政府は情報収集衛星用に大量のデータを迅速に中継する光データ中継衛星を導入する方針を固めた。2019年（平成31年）度の打ち上げを目指して、平成27年度予算案に関連予算の一部を盛り込む予定。データを電波でなく光形式で送るため、他国による妨害や傍受を防ぐことも可能になる。

実用通信を目的として開発された光衛星間通信システムLUCASの静止軌道用モジュールを搭載した光データ中継衛星は、2020年11月に静止軌道へ打ち上げられ、同じくLUCASの低軌道用モジュールを搭載した地球観測衛星だいち4号が2024年7月に高度628kmの太陽同期準回帰軌道へ打ち上げられ、同年8月20日にこの2衛星間での光通信に成功した。